# المعشار (تعز)
المعشار هي إحدى قرى الجمهورية اليمنية. تتبع جغرافيا لمحافظة تعز وإداريًا لمديرية شرعب الرونة. يبلغ تعداد سكانها 4777 نسمة حسب الإحصاء الذي أجري عام 2004.